# Alberto González Vergel
Alberto González Vergel (Rojales, 10 de diciembre de 1922-Gijón, 12 de febrero de 2020) fue un director de teatro y televisión español.

## Biografía
Pese a estudiar ciencias químicas, se dedicó desde joven a tareas de dirección teatral, primero en su localidad natal, y más tarde dirigiendo el TEU de Murcia.
En 1949 se instala en Madrid, donde desarrolló el grueso del resto de su carrera profesional. Para teatro dirigió más de cincuenta obras y para Televisión Española dirigió más de 500 piezas dramáticas en espacios como Primera fila, Novela o Estudio 1 y series como A través de la niebla (1971-1972) o Las viudas (1977), protagonizada por Lola Herrera o Veraneantes (1985).
Entre 1970 y 1976 fue el director artístico del Teatro Español. Ejerció como docente en la Real Escuela Superior de Arte Dramático, en la Escuela Oficial de Radio y Televisión y la Facultad de Ciencias de la Información de la Universidad Complutense. Fue catedrático en la RESAD.
Falleció en su domicilio de Gijón a los noventa y siete años el 12 de febrero de 2020.

## Premios y reconocimientos
- Premio Nacional de Teatro (1962)
- Premio Nacional de Televisión
- Antena de Oro
- Premio Ondas (1967)
- Corbata de la Orden de Alfonso X el Sabio
- Académico de Honor  de la Academia de las Artes Escénicas de España (2019)[3]

## Obras dirigidas
- Final de partida (1957), de Samuel Beckett;
- El chico de los Winslow (1958), de Terence Rattigan;
- Largo viaje del día hacia la noche (1960), de Eugene O'Neill;
- Inquisición (1961), de Diego Fabbri;
- La camisa (1962) y English spoken (1968), ambas de Lauro Olmo;
- La noche de la iguana (1964), de Tennessee Williams;
- La estrella de Sevilla (1958), de Félix Lope de Vega;
- Otelo (1971), de Shakespeare;
- Nueve brindis por un rey (1974) y La piel del limón (1976), de Jaime Salom;
- El príncipe constante (1988), de Calderón de la Barca;[4]
- La loba (1993), de Lillian Hellman
- Las brujas de Salem (2007) de Arthur Miller, protagonizada por: Lia chuman (Tituba), Manuel Aguilar (reverendo Samuel Parris), María Adánez ( Abigail Willians)